# Gottfried Hürtgen
Gottfried Hürtgen (Colònia, 27 de novembre de 1905 - Argentina) fou un ciclista alemany, professional des del 1926 fins al 1944. Va ser una de les primeres estrelles de les curses de sis dies, en què va guanyar 8 de 56 participacions.
Amb la pujada del nazis al poder, Hürtgen va haver d'emigrar a l'Argentina perquè estava casat amb una jueva.

## Palmarès en pista
- 1928
  - 1r als Sis dies de Colònia (amb Viktor Rausch)
- 1930
  - 1r als Sis dies de Colònia (amb Viktor Rausch)
  - 1r als Sis dies de Berlín (amb Viktor Rausch)
  - 1r als Sis dies de Dortmund (amb Viktor Rausch)
- 1931
  - 1r als Sis dies de Stuttgart (amb Viktor Rausch)
- 1937
  - 1r als Sis dies de Buenos Aires (1) (amb Karl Göbel)
  - 1r als Sis dies de Buenos Aires (2) (amb Karl Göbel)
- 1942
  - 1r als Sis dies de Buenos Aires (amb Raffaele Di Paco)